# Увіцький Сергій Сергійович
Сергій Сергійович Увіцький (рос. Сергей Сергеевич Увицкий; 16 жовтня 1981, Лисьва, РРФСР — 1 лютого 2023, Україна) — російський каратист.

## Біографія
В 2005 році закінчив Пермський державний технічний університет. Мав другий дан з карате, був генеральним секретарем Федерації кіокушинкай Росії.
У складі добровольчого загону «Союз», сформованого в листопаді 2022 року Російським союзом бойових мистецтв, брав участь у вторгненні в Україну. Загинув у бою на Донбасі.

## Спортивні досягнення
- Третє місце на Кубку Росії (2001)
- Призер Чемпіонату Москви в абсолютній категорії (2003)
- Перше місце на Кубку Південного Урала (2003)
- Призер Міжнародного турніру «Кубок Заполярья» в абсолютній категорії (2003)
- Перше місце на Чемпіонаті Приволзького федерального округу (2004)
- Чотириразовий призер Чемпіонату Росії 
  - друге місце (2004 і 2006)
  - перше місце (2005)
  - третє місце (2009)
- Сьоме місце на міжнародному турнірі «Кубок Оями» в абсолютній категорія (2006)
- Учасник Чемпіонату світу в абсолютній категорії (2007)
- Перше місце на відкритому міжнародному турнірі з куміте серед команд в Хабаровську (2008)
- Друге місце на Чемпіонаті Європи (2010)[1][3]
- Звання «Майстер спорту Росії міжнародного класу»